# Sophie-Louise de Mecklembourg-Schwerin
 (août 2015).
Si vous disposez d'ouvrages ou d'articles de référence ou si vous connaissez des sites web de qualité traitant du thème abordé ici, merci de compléter l'article en donnant les références utiles à sa vérifiabilité et en les liant à la section « Notes et références ».
Titre
Reine consort de Prusse, électrice consort de Brandebourg et princesse consort de Neuchâtel
28 novembre 1708 – 25 février 1713
(4 ans, 2 mois et 28 jours)
Sophie-Louise de Mecklembourg-Schwerin, née le 6 mai 1685 à Grabow et décédée le 29 juillet 1735 à Schwerin, est la seconde reine consort de Prusse.

## Biographie

### Enfance

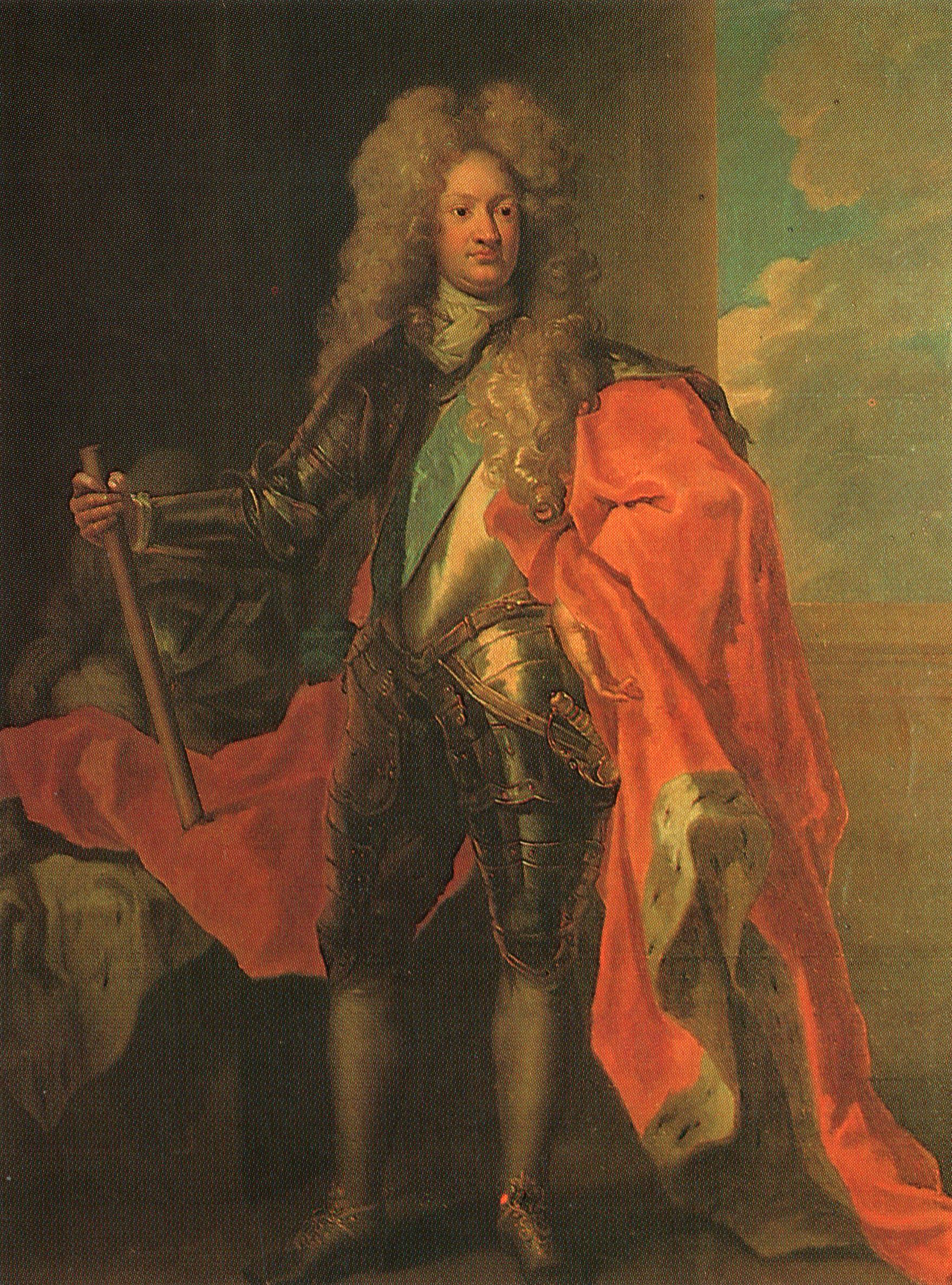
Frédéric-Guillaume, duc de Mecklembourg-Schwerin, frère tuteur et protecteur de Sophie-Louise

Petite-fille du duc Adolphe-Frédéric Ier de Mecklembourg-Schwerin, la duchesse Sophie-Louise est le quatrième enfant et l'unique fille de Frédéric de Mecklembourg, duc de Grabow et de Christine-Wilhelmine de Hesse-Hombourg (1653-1722). Son oncle Christian-Louis Ier règne alors sur le Mecklembourg-Schwerin. Il meurt en 1692. Le frère aîné de Sophie-Louise, Frédéric-Guillaume de Mecklembourg-Schwerin qui lui succède est également le tuteur de sa jeune sœur qui n'a que sept ans.
L'enfance de la princesse est confrontée aux violentes querelles de succession qui opposent son frère à leur oncle le duc Adolphe-Frédéric de Mecklembourg-Strelitz quand s'éteint la lignée Mecklembourg-Güstrow.
Seule fille dans ce monde d'hommes, la jeune duchesse vit dans l'ombre, recevant l'éducation princière d'une jeune fille de son rang mais limitée aux nécessaires connaissances du français et de la musique et marquée par un luthéranisme intransigeant. Cependant, sa beauté la fait surnommer la « Vénus du Mecklembourg ».

### Vie à la cour

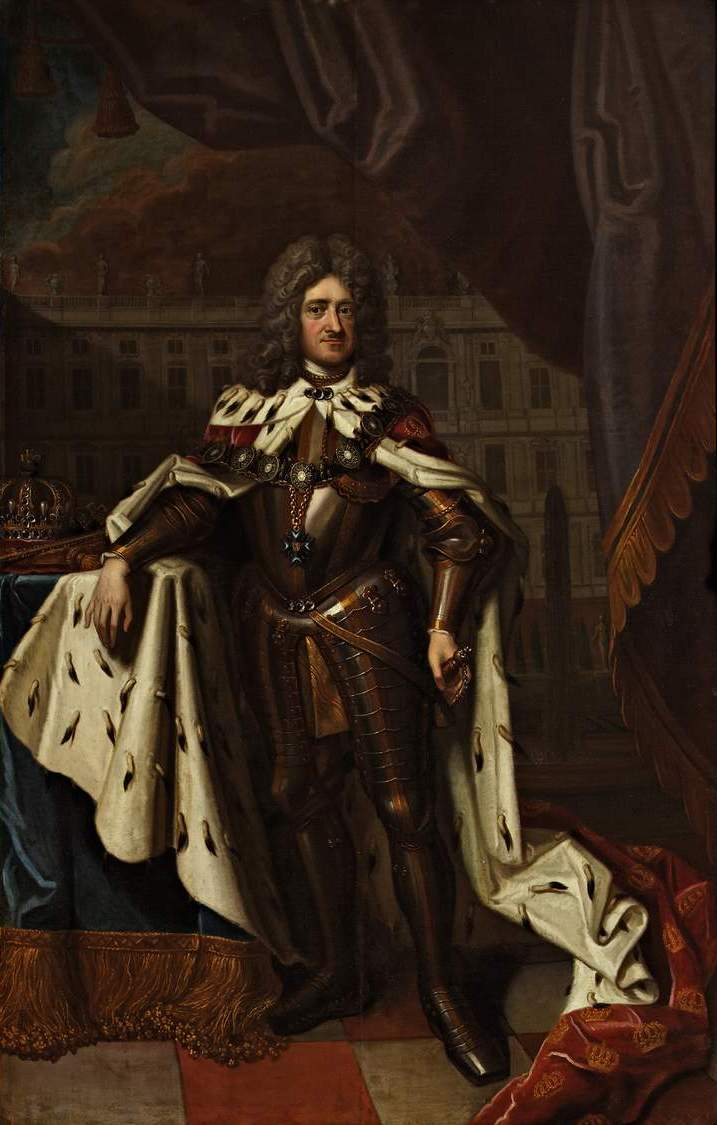
Frédéric Ier, roi de Prusse

Veuf pour la seconde fois en 1705 et n'ayant qu'un seul fils, le roi Frédéric Ier de Prusse, sur les conseils de son tout puissant ministre le comte Johann Kasimir Kolbe von Wartenberg, cherche à se remarier afin de consolider sa dynastie. Le choix se fixe sur Sophie-Louise et le monarque quinquagénaire, malade, quelque peu bossu et boiteux épouse à Berlin en 1708 la jeune princesse de 23 ans.
La jeune souveraine, très belle mais sérieuse et introvertie, n'est pas prête à affronter la vie et les intrigues de la cour de Berlin. Peu cultivée, elle vit dans l'ombre de sa prestigieuse devancière, la feue reine Sophie-Charlotte de Hanovre, surnommée la « reine philosophe » qui correspondait avec l'Europe entière.
L'empreinte de la reine défunte affecte non seulement l'Europe et la cour mais la famille royale elle-même. En arrivant à Berlin, Sophie-Louise n'eût pas seulement à faire connaissance avec un mari qui avait l'âge d'être son père mais aussi son beau-fils, héritier du trône que son mari avait eu de son second mariage avec la défunte Sophie-Charlotte, et l'épouse de celui-ci, une princesse de Hanovre, nièce de la défunte Sophie-Charlotte.
Son beau-fils et sa belle-fille ne cherchent pas à créer des liens avec cette jeune belle-mère qui a leur âge et qui se sent seule dans cette cour étrangère.
Le prince héritier est un rustre sans culture, uniquement occupé de son armée, ses chasses et son tabac. Violent jusqu'à l'hystérie, ses premières victimes sont sa femme et ses enfants qui naissent à rythme rapproché tandis que Sophie-Louise espère en vain apercevoir les signes d'une première grossesse. Le mariage reste stérile.

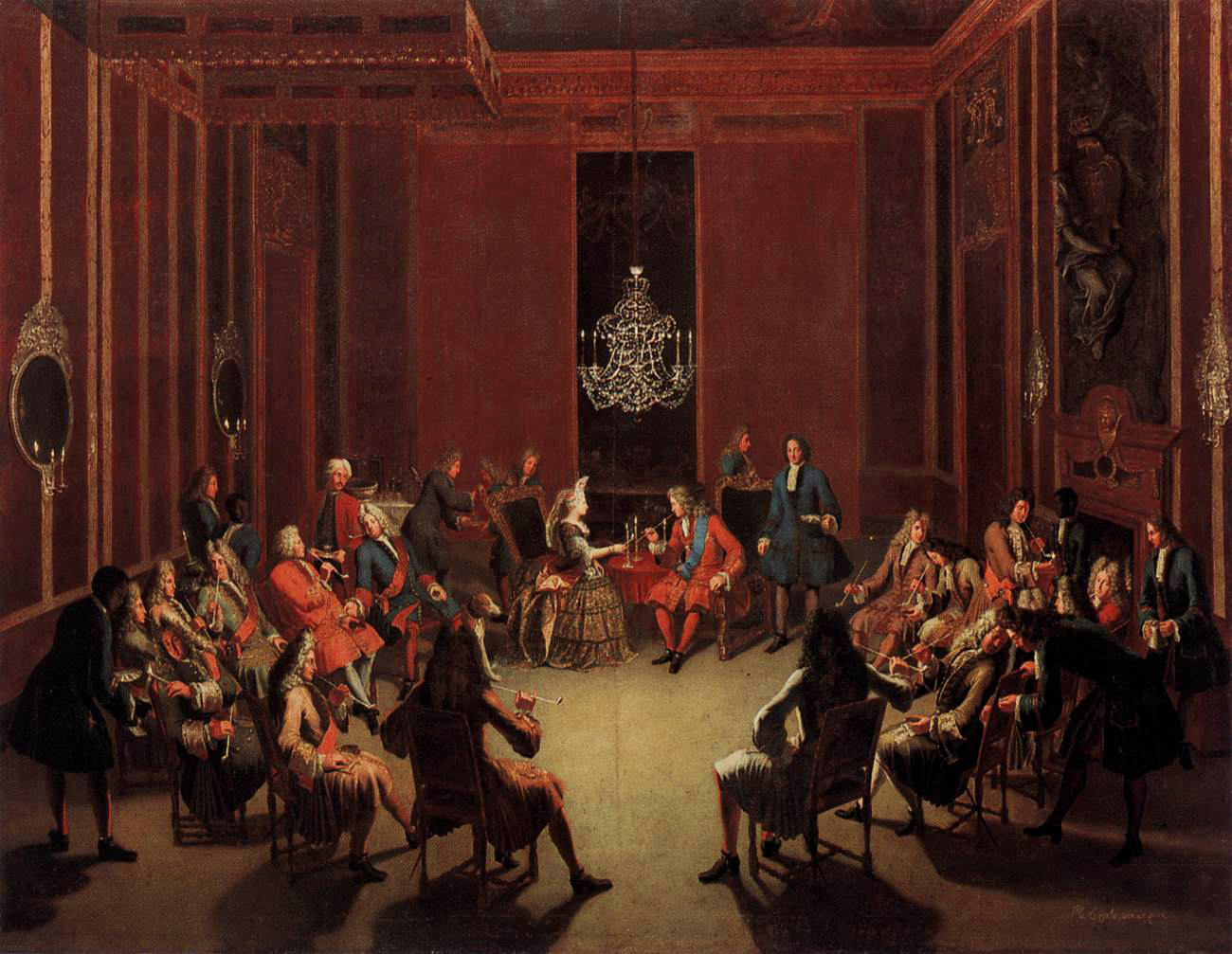
Tabagie à la cour de Prusse (au centre le roi et la reine)

Très pieuse, la reine fait édifier en 1712 à Berlin l'église qui porte son nom : Sophienkirche.
Elle essaie même, mais en vain, de convertir son vieil époux calviniste au luthéranisme. Cette maladresse lui vaut les foudres de son mari.
Vaincue, elle se résigne au rôle silencieux de garde-malade d'un époux vieillissant supportant même de l'assister pendant ses inévitables soirées de tabagie où la jeune reine est la seule femme au sein d'une ambiance typiquement masculine, enfumée et rustique.
Luthérienne convaincue dans une cour calviniste, réputée stérile, maladroite, timide, la jeune reine devient l'objet de la haine de la cour, trouvant sa plus virulente ennemie en l'épouse du ministre qui l'a choisie pour reine, la comtesse Kolbe von Wartenberg - qui est également la maîtresse du roi.

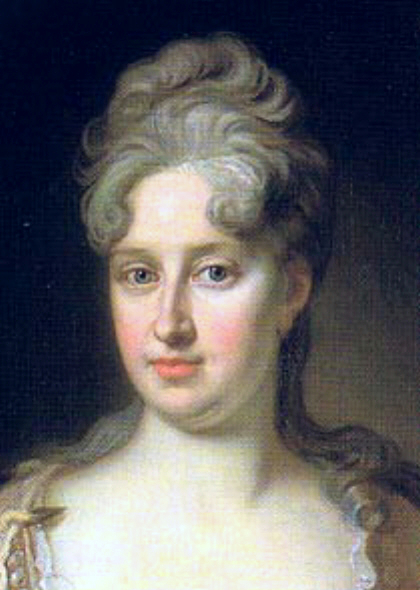
La reine Sophie-Louise

Elle souffre de dépression, se réfugie dans le Piétisme et peu à peu sombre dans la folie, effrayant le vieux roi en se prétendant la « Dame blanche » et lui prédisant sa mort.
En janvier 1713, le roi se résout à se séparer de son épouse. Il la fait interner dans le château de Perwenitz. Il meurt quelques semaines plus tard laissant le trône au fils qu'il a de Sophie-Charlotte de Hanovre : Frédéric-Guillaume Ier.

### Fin de vie et décès
Le nouveau souverain, met immédiatement en œuvre une politique d'économie et d'austérité. Il renvoie sans ménagement la jeune reine douairière dans son pays d'origine.
Le frère de la reine-douairière lui offre pour résidence le palais de Grabow où elle est née. Plus tard, elle a pour résidence le château de Neustadt-Glewe puis celui de Schwerin.
Elle meurt à Schwerin vingt-deux ans après son mari le 29 juillet 1735 à l'âge de 50 ans. Elle est inhumée dans l'église Saint-Nicolas de Schwerin.